# Wandbilder aus Meißner Porzellan

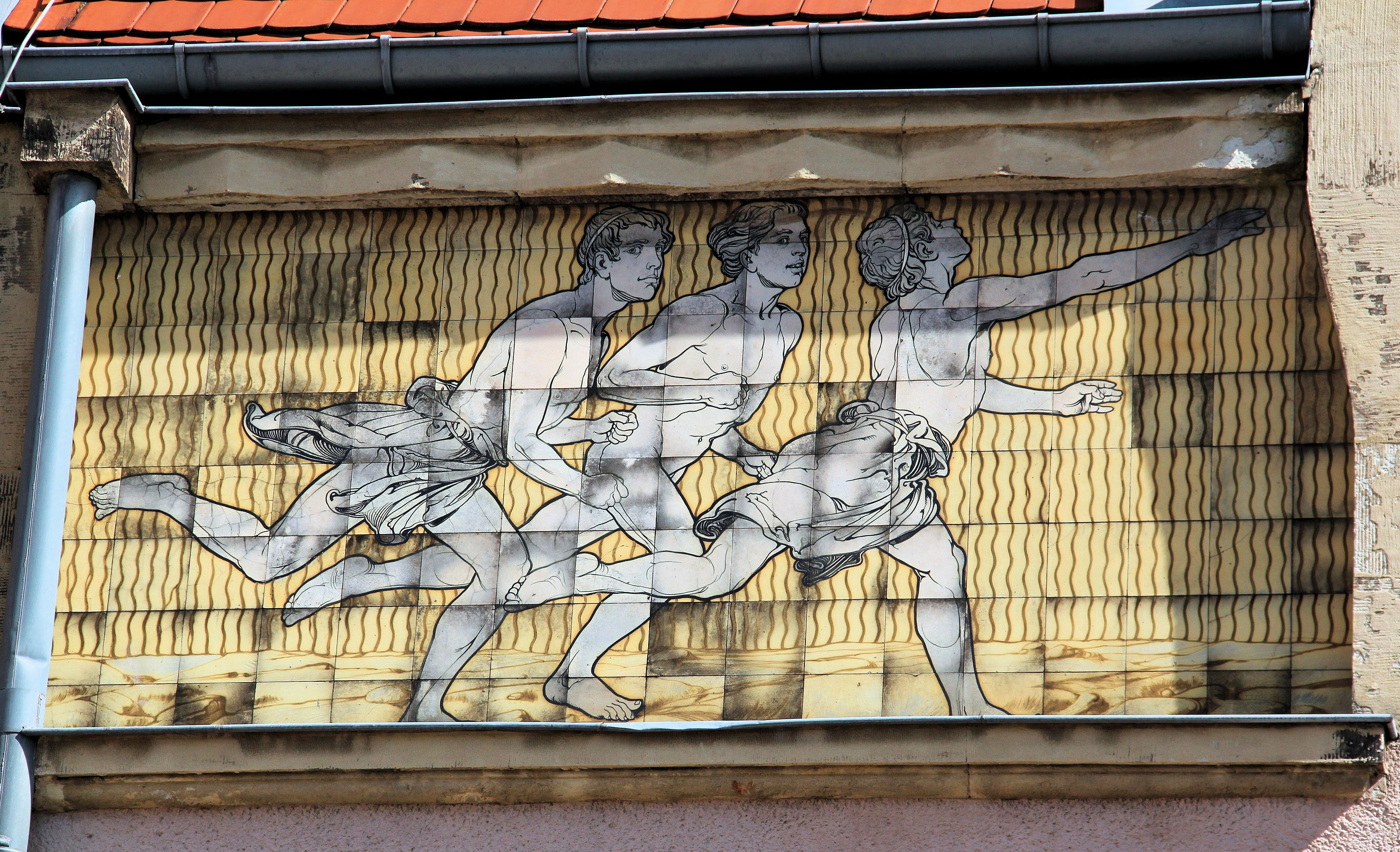
Teil vom dreiteiligen Porzellanbild am Franziskaneum in Meißen aus dem Jahre 1907

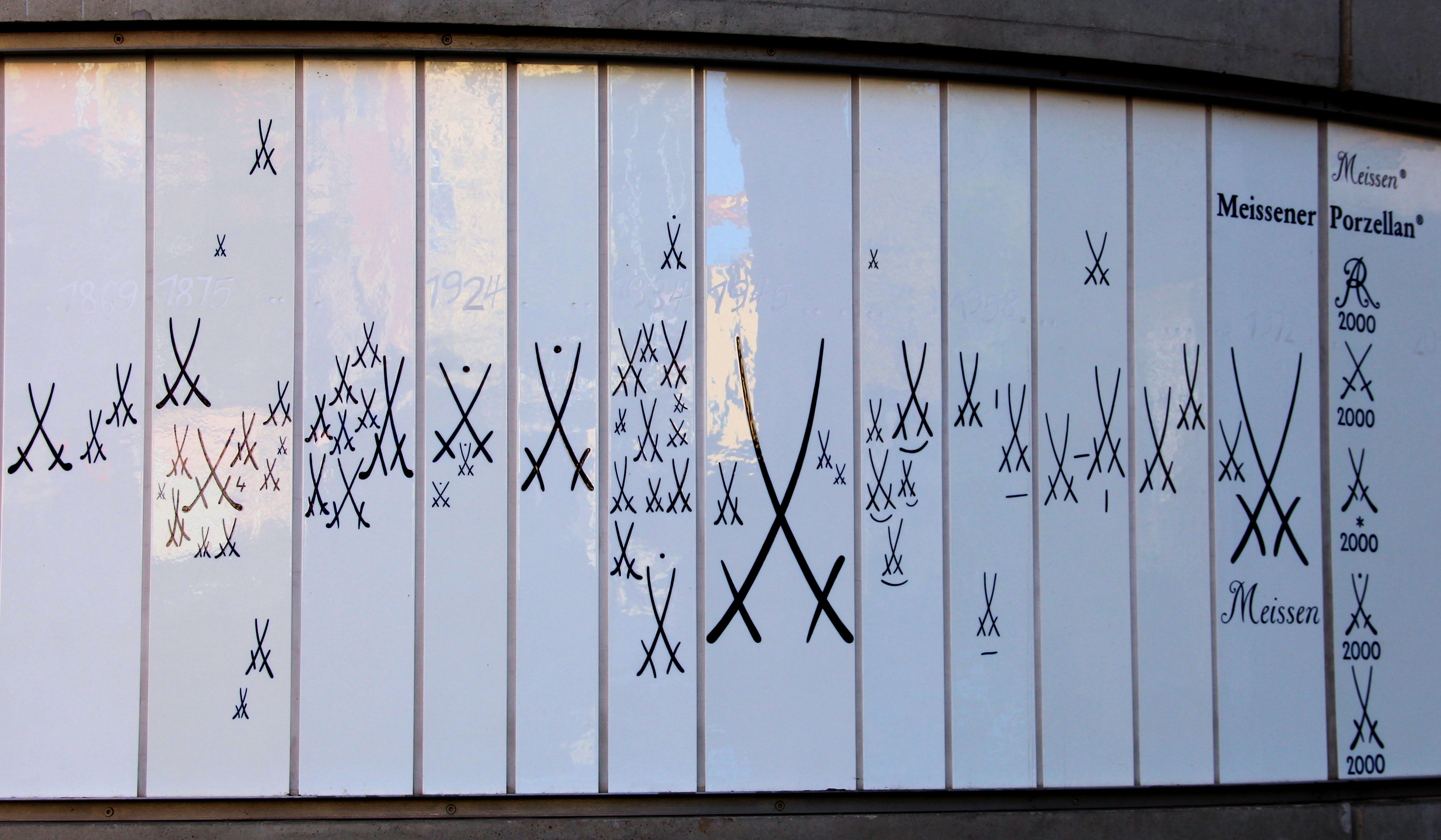
Wandbildausschnitt an der Außenfassade der Schauhalle der Porzellanmanufaktur Meißen

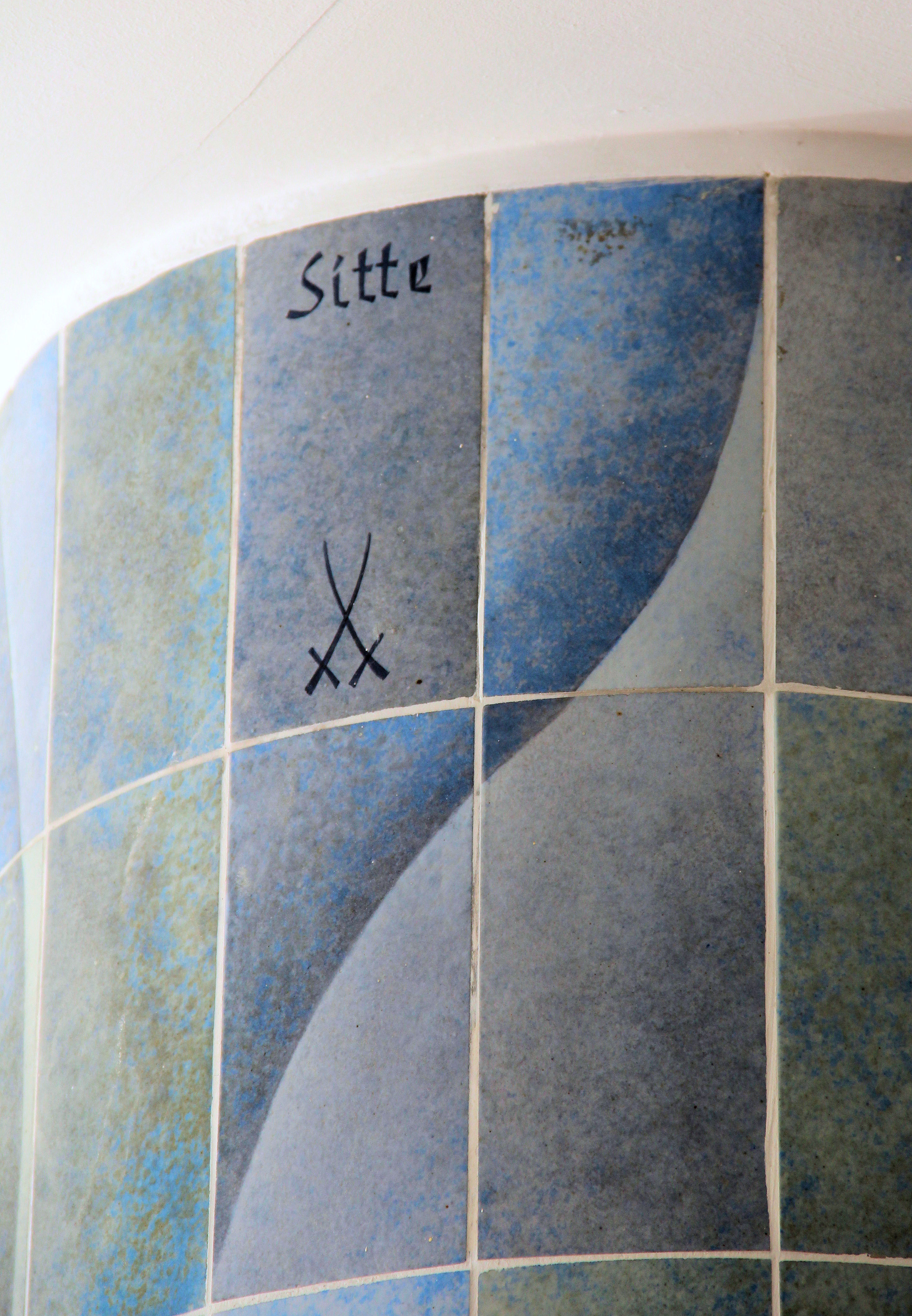
Signatur einer Säulenverkleidung von Rudolf Sitte in Dresden von 1958

Wandbilder aus Meißner Porzellan sind Bilderwände, die in der Porzellanmanufaktur Meißen hergestellt wurden. Sie gelten als eine besondere Art der künstlerischen Wandgestaltung und werden dabei als kleinformatige Wandbilder oder auch als großformatige Bildwände, meist als Auftragswerke, vom entsprechenden Künstler oder mehreren Künstlern geschaffen. Die einzelnen Werke befinden sich dabei meist als Schmuck an den Fassaden von Wohn- und Geschäftshäusern, aber auch im Innenbereich von Gebäuden werden sie angebracht. Im Innenbereich sind solche Wandbilder auch als dekorative Verkleidung von Pfeilern und Stützsäulen anzutreffen. Zumeist sind diese Arbeiten auf speziellen Fliesen oder keramischen Platten ausgeführt und tragen oft die Signatur vom Künstler und das Symbol der Manufaktur, die gekreuzten Kurschwerter. Diese spezielle Art von Wandbildern geben zudem auch die geschichtlichen sowie gesellschaftlichen Entwicklungen mit ihren damit verbundenen Veränderungen ausdrucksvoll wieder.

## Geschichte
Der bayerische König Ludwig II. ließ 1886 für das Schloss Herrenchiemsee Blumenmalereien auf Porzellanbildern in der Manufaktur Meißen angefertigten. Um 1900 gab es im Dresdner Hauptbahnhof eine größere Anzahl von Porzellanwandbildern mit verschiedenen Motiven. Sie alle gingen infolge der verheerenden Luftangriffe auf Dresden im Jahre 1945 verloren. Das erste größere Wandbild aus Meißner Porzellan entstand vermutlich im Frühjahr 1903 und ist noch heute erlebbar. Als der damalige Betriebsinspektor der Manufaktur Meißen, Bergrat Julius Otto Ferdinand Heinze, erfuhr, dass man für den in Sgraffitomalerei ausgeführten Fürstenzug in Dresden eine beständigere Variante suchte, entstand unter seiner Leitung ein Probebild mit dem Motiv des Markgrafen Friedrich des Ernsthaften auf keramischen Platten. Es ziert noch heute einen Teil der Fassade an der Westseite des Manufakturgebäudes. Ein weiteres Probebild zum Fürstenzug, das heute nicht mehr erhalten ist, befand sich unmittelbar daneben. Die Probebilder überzeugten und damit entstand 1907 mit dem Fürstenzug das erste monumentale Wandbild aus Meißner Porzellan.
Weitere Wandbilder – auch die Epitaphien und der Triumphbogen der Kriegergedächtnisstätte in der Meißner Nikolaikirche gehören dazu – entstanden in den Jahren 1907 bis 1929 in Meißen und blieben erhalten. Bis 1945 gab es keine nennenswerten Ausführungen von Wandbilder im Großformat. Erst mit dem monumentalen Wandbild, dem sogenannten „Lingnerfries“ von Max Lingner am Haus der Ministerien in Ostberlin, begann man 1952 wieder größere Entwürfe für Wandbilder aus Meißner Porzellan umzusetzen. Dazu wurde 1953 in der Manufaktur eine eigene Abteilung „Künstlerische Wandgestaltung“ eingerichtet. In der DDR entstanden fast unzählige Porzellanbilder an Fassaden und Werke für die Innengestaltung von Gebäuden mit unterschiedlichsten Motiven und Herstellungstechniken.
Viele dieser Wandbilder gingen nach der Wende durch Sanierung, Umbaumaßnahmen oder Abriss der Gebäude verloren. Dabei setzte man beim einstigen Anbringen und schließlich auch beim Abriss oft politische Interessen durch. Allerdings werden heute auch viele Porzellanwandbilder mühevoll saniert und blieben erhalten, einige stehen unter Denkmalschutz. In der Gegenwart sind kleinere Wandbilder für private Zwecke und monumentale Werke aus Meißner Porzellan noch immer gefragt. Eine 90 Quadratmeter große Bildwand ziert zum Beispiel seit 2002 die Empfangshalle des Bahnhofs Dresden-Neustadt mit Motiven sächsischer Schlösser, Burgen und Gärten.

## Technik
Die meist einzelnen Fliesen, Platten oder auch Handschnittelemente werden in den verschiedensten Techniken verziert und gebrannt. Das Motiv wird zumeist vom Künstler selbst im Maßstab 1:1 und mit Hilfe von Malern sowie mehreren Assistenten auf nummerierte Kartons gebracht, was später auf die Fliesen oder Platten übertragen wird. Dabei kommen am Werk selbst, je nach Motiv, auch plastische Elemente zum Einsatz. Farblich gestaltet wird in Unter- sowie Aufglasurtönen. Zudem sind Emailfarben mit Goldhöhung im Gebrauch. Gebrannt wird in unterschiedlichen Prozessen je nach Anforderung des einzelnen Werkes – oft im Scharffeuer mit bis zu drei Brandprozessen. Fliesen werden meist fugenlos, Platten dagegen mit einer Fuge angebracht. Zur Ausführung eines größeren Porzellanwandbildes können einige Jahre Arbeit und mehrere Mitarbeiter notwendig sein.

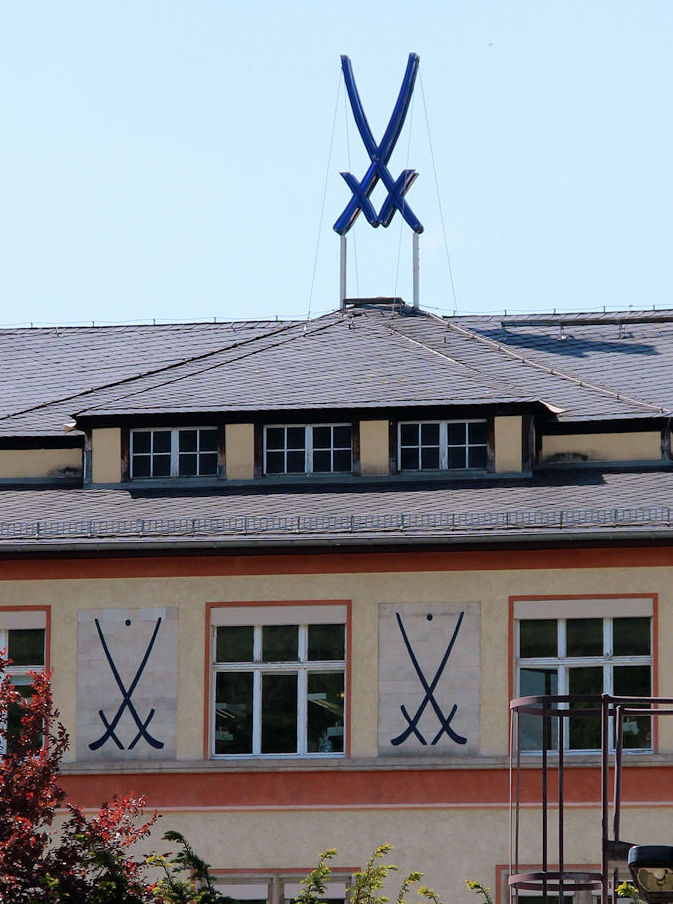
Wandbilder aus Porzellan an der Fassade der Manufaktur in Meißen
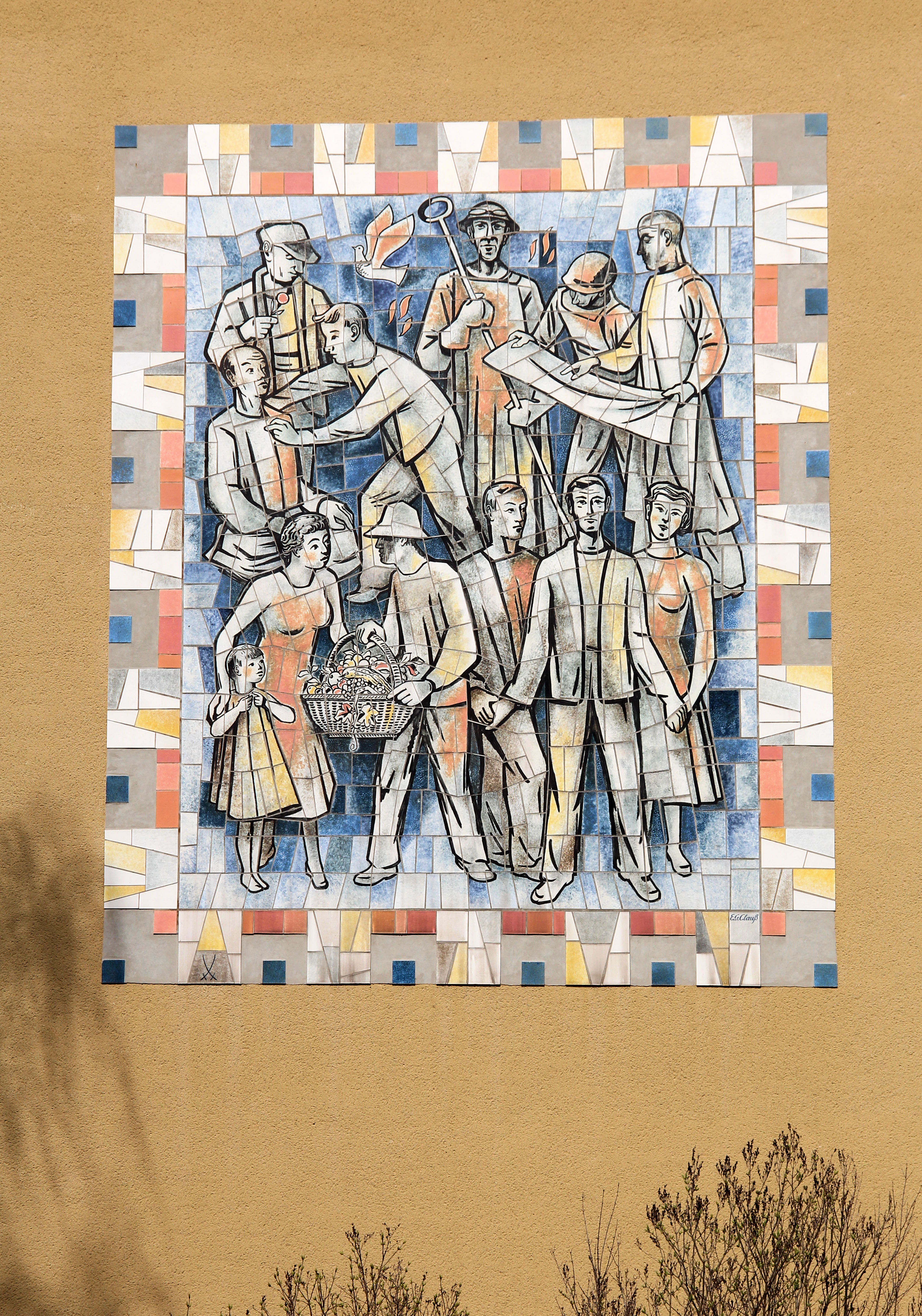
Wandbild Völkerfreundschaft von E. G. Clauß in Eisenhüttenstadt aus dem Jahre 1959
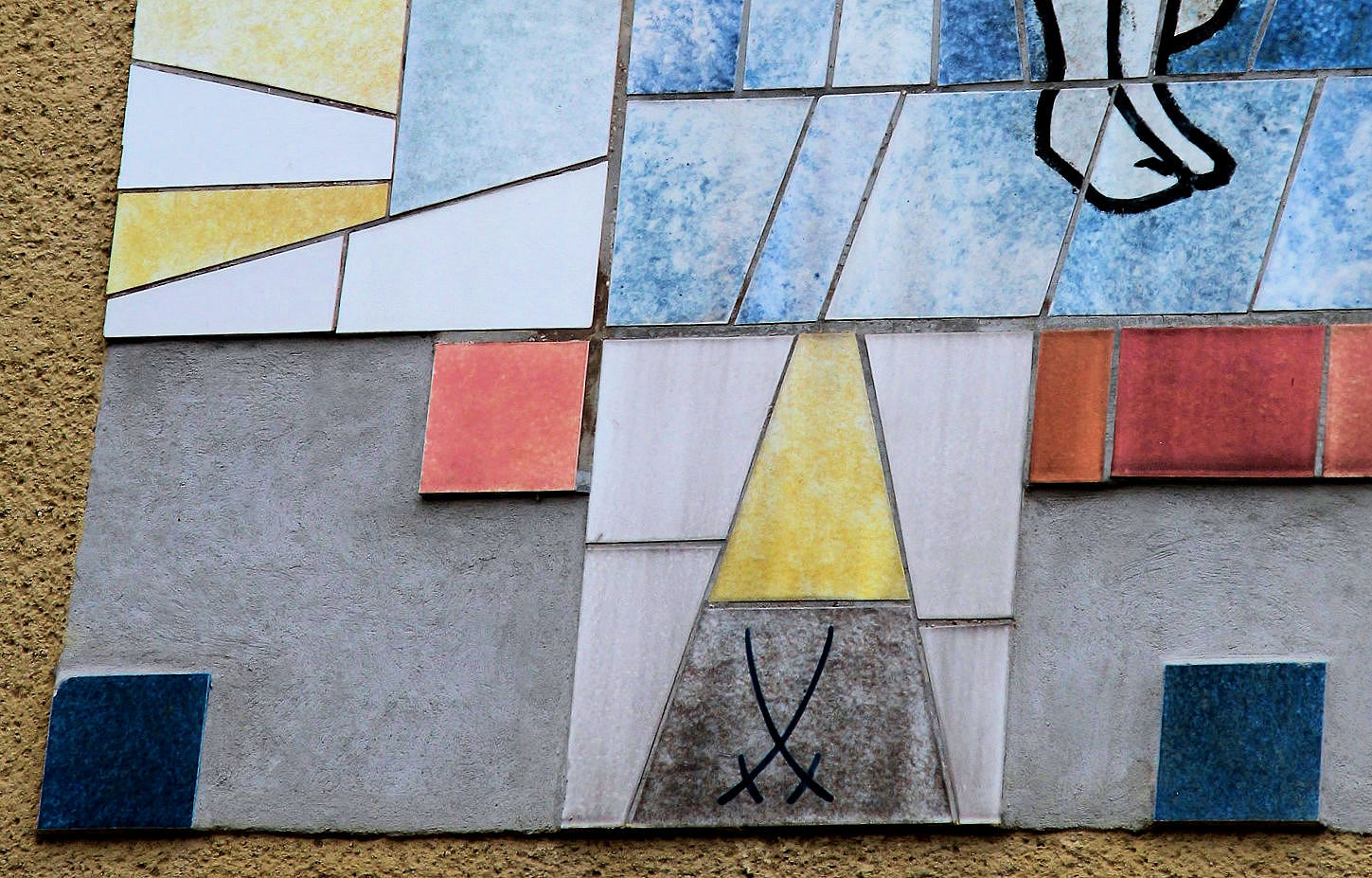
Detailausschnitt aus dem Wandbild Völkerfreundschaft aus Eisenhüttenstadt von E. G. Clauß
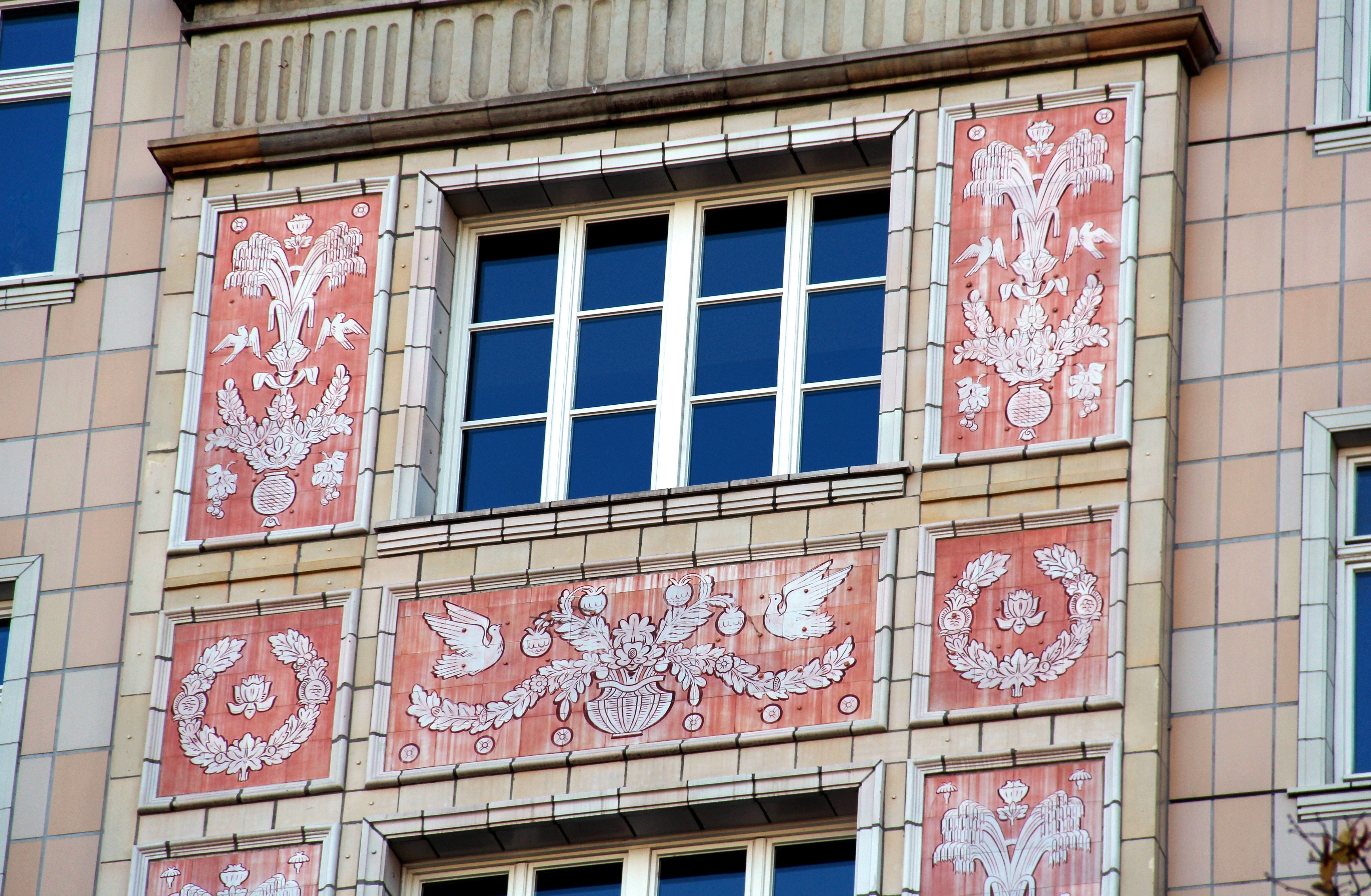
Wandverkleidung aus Meißner Porzellan in Berlin, Frankfurter Allee 22
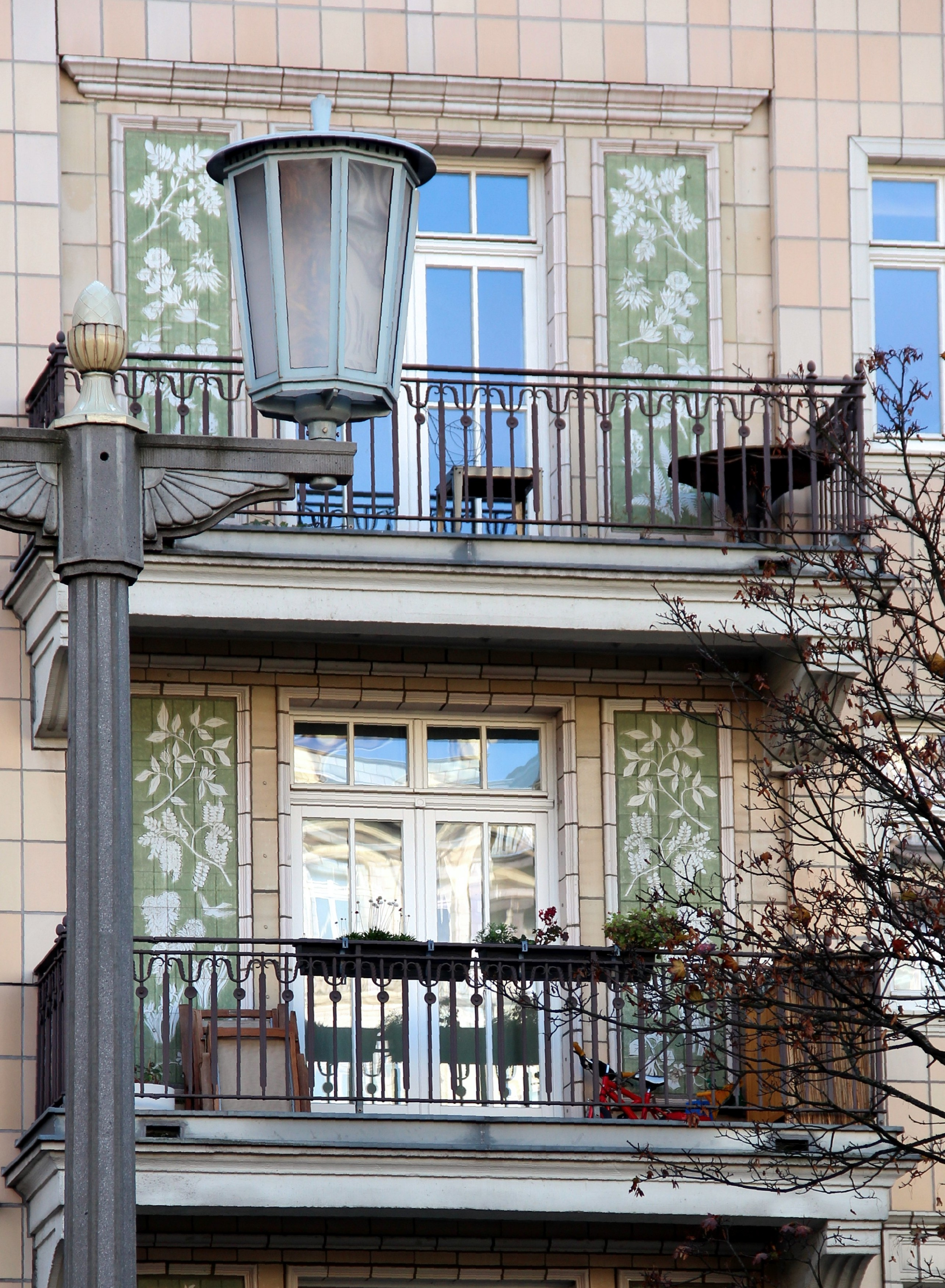
Balkonverkleidung mit Porzellanplatten in Berlin, Frankfurter Allee 22
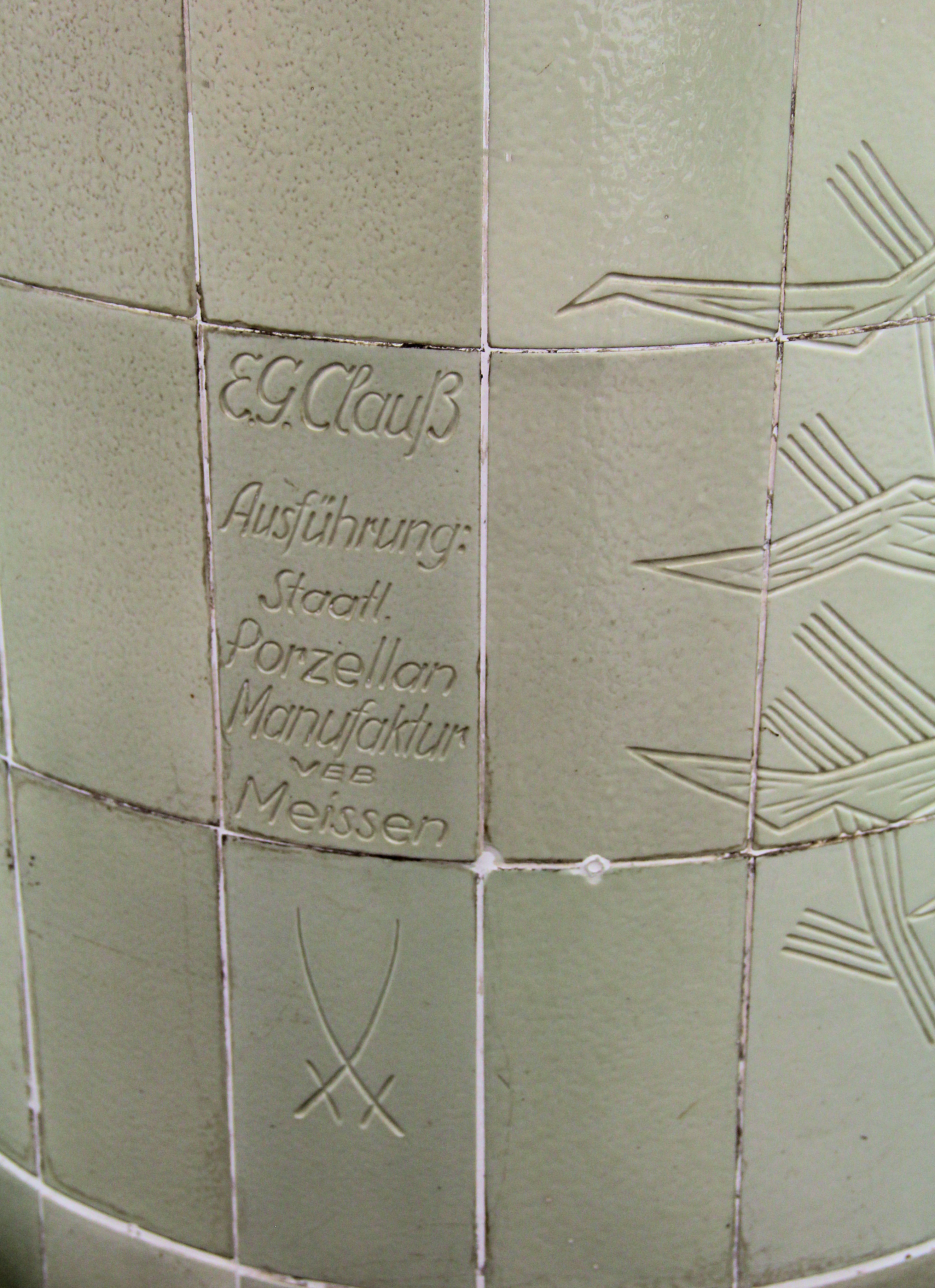
Signatur einer Säulenverkleidung von E. G. Clauß von 1958
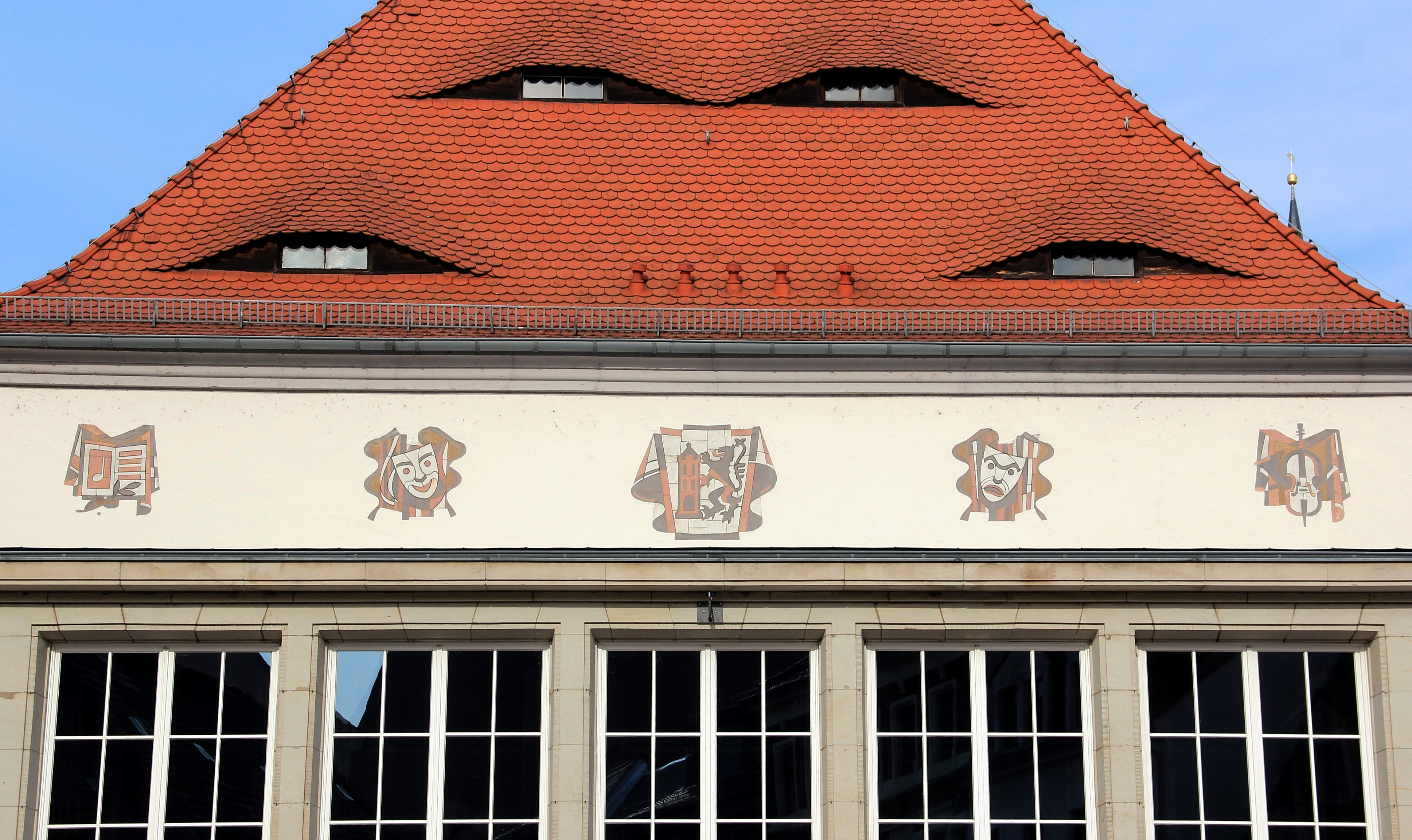
Porzellanbildwand am Stadttheater Meißen
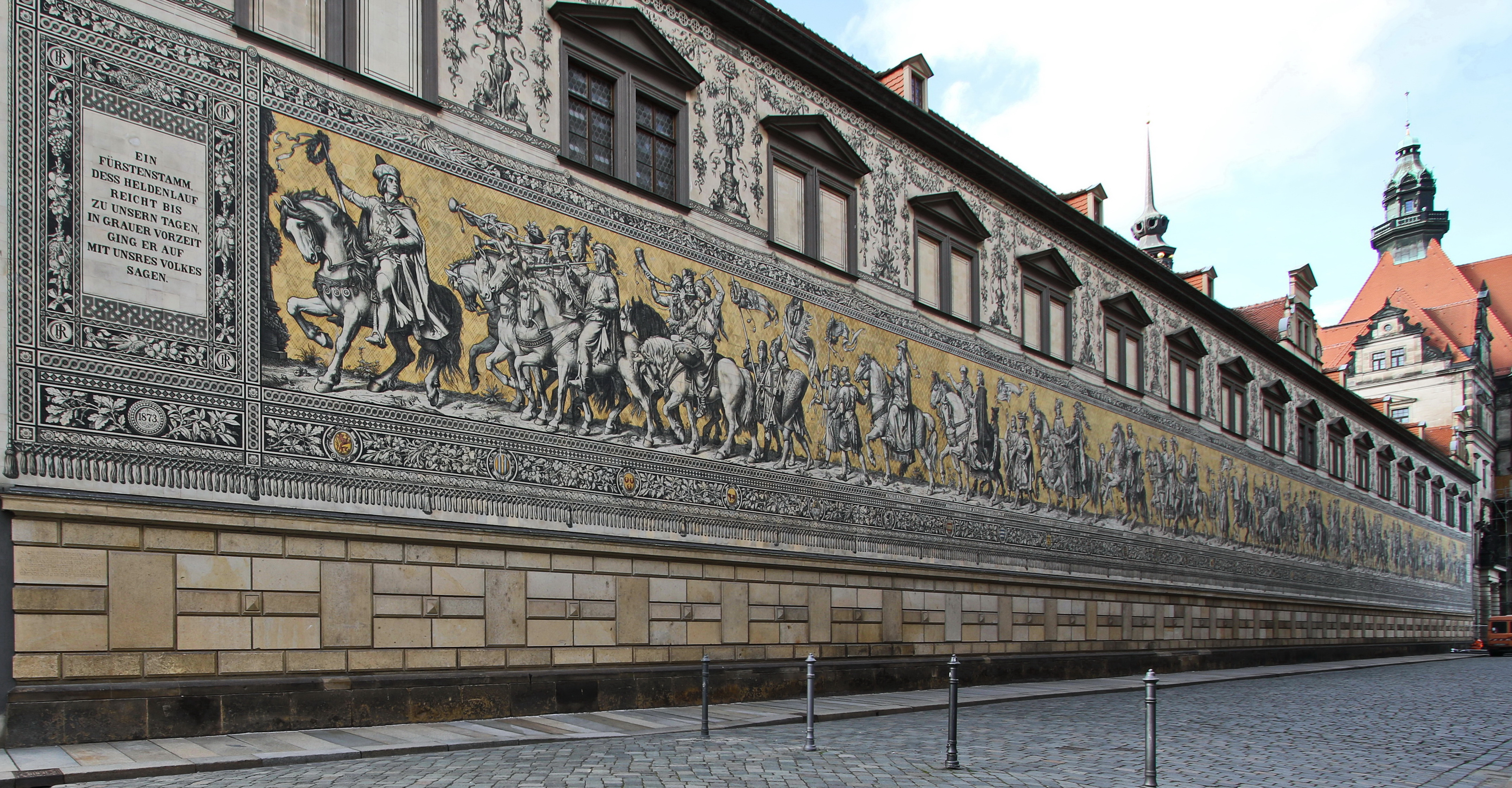
Der Fürstenzug auf der Außenwand des Stallhofs in der
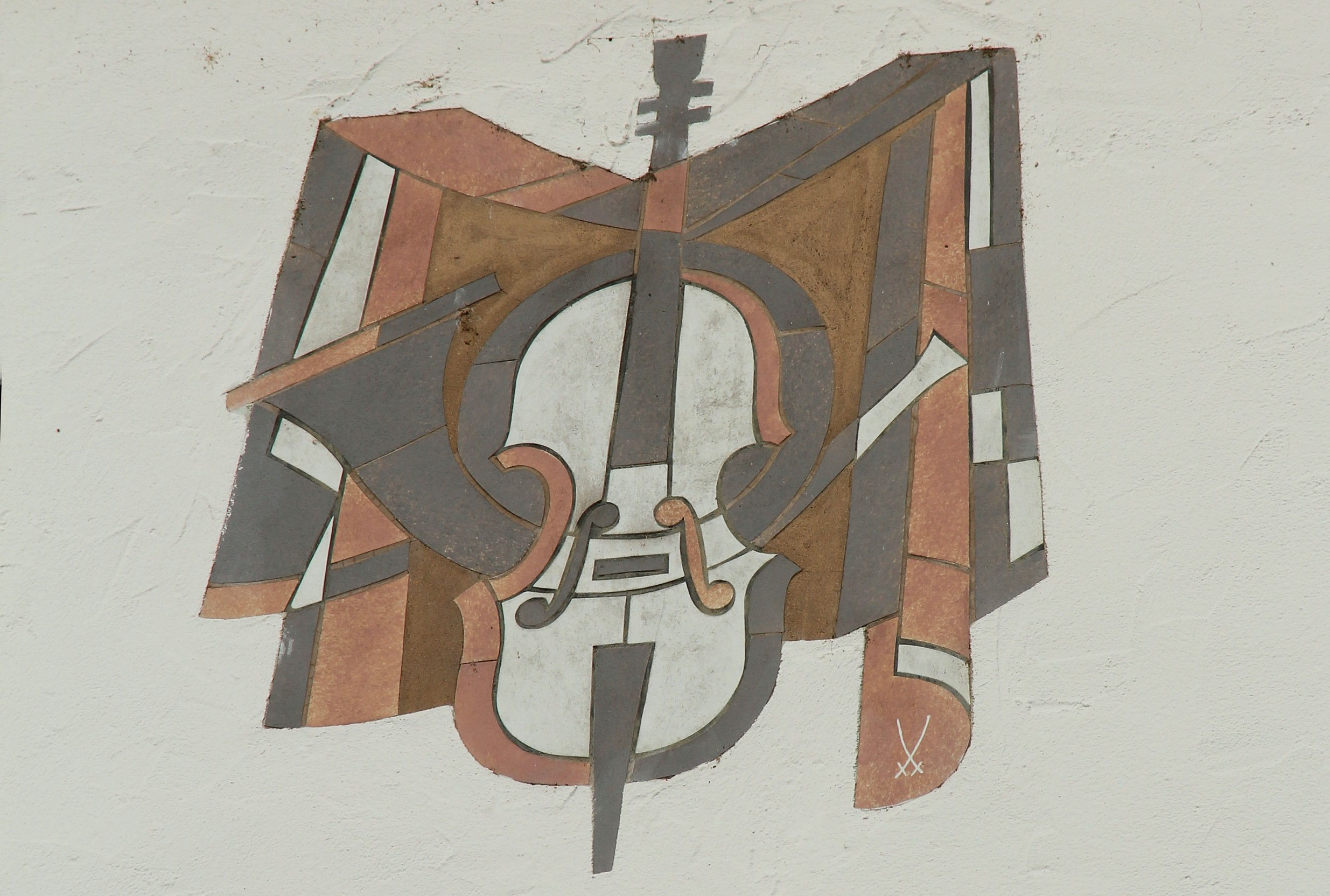
Bilddetail am Stadttheater Meißen
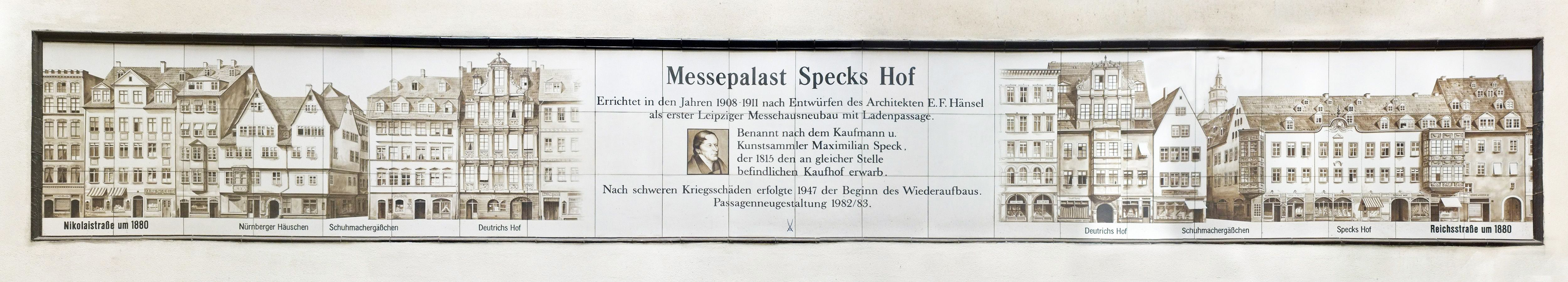
Wandbild auf Meißner Fliesen in Specks Hof Leipzig

## Erlebbare Wandbilder

### Bad Homburg
- In der Taunus-Therme von Bad Homburg wurde vom Künstler Jörg Danielczyk im Jahr 1984 ein Wandbild mit dem Titel „Das Urteil des Paris“ auf 28 Porzellanplatten gestaltet. Die Platten sind dabei 35 mal 35 Zentimeter.

### Bad Reichenhall
- Für die Sparkasse in Bad Reichenhall schuf Dieter Dressler im Jahre 1994 einen 16 Quadratmeter großen Wandfries aus Meißner Porzellansegmenten.

### Berlin
- Am heutigen Bundesministerium der Finanzen an der Wilhelmstraße, Ecke Leipziger Straße, befindet sich das so genannte „Lingnerfries“. Der Künstler Max Lingner schuf dieses 72 Quadratmeter große monumentale Wandbild mit dem Namen Aufbau der Republik im Jahre 1952. Beim Übertragen des Entwurfs auf 1800 quadratische Porzellanplatten standen dem Künstler 14 Maler der Manufaktur zur Seite.
- In der Frankfurter Allee 22 sind in grün gehaltene Balkonverkleidungen mit stilisierten Pflanzen- und Blumenmotiven auf Porzellanplatten der Manufaktur Meißen angebracht. An der Erkerverkleidung des Hauses sind außerdem Vogel-, Ähren- und Pflanzenmotive zu sehen, die ebenfalls der Künstler Eduard Gerhardt Clauß im Jahre 1951 in roten Farbtönen schuf.
- Tierpark Berlin-Friedrichsfelde: Am Alfred-Brehm-Haus befindet sich die Darstellung eines Säbelzahntigers auf geschnittenen Platten von Eduard Gerhardt Clauß aus dem Jahre 1959.
- Tierpark Berlin-Friedrichsfelde: In der Cafeteria gestaltete ebenfalls Eduard Gerhardt Clauß die Säulenverkleidungen mit weißen Reliefornamenten. Diese reliefartigen Platten, die Fische zeigen, stammen aus dem Jahre 1962.
- Die einst im Fußgängertunnel des Alexanderplatzes angebrachten acht Porzellanbilder mit historischen Ansichten vom Alexanderplatz blieben mit der Schließung des Tunnels 2006 erhalten. Deren Geschichte und Verbleib ist unter Fliesenbilder vom Alexanderplatz aufgeführt.
- Für die Treppenhäuser vom Erweiterungsbau der Charité schuf Rudi Stolle 1981 vier Wandgestaltungen aus Meißner Porzellan. Insgesamt kamen dabei 1100 Porzellanplatten auf 66 Quadratmeter zum Einsatz.

### Coswig (Sachsen)
- Für das Hochzeitszimmer im neuen Rathaus der Stadt Coswig (Sachsen) dekorierte Heinz Werner im Jahre 2000 eine dreiteilige Bildwand mit märchenhaften Themen und Szenen aus dem Morgenland und dem Schloss Moritzburg bei Dresden.

### Cottbus
- Im damals neuen Konsument-Warenhaus schuf 1968 der Künstler Kurt Heinz Sieger ein sechs Meter langes Porzellanwandbild in blauen Tönen. Dargestellt ist eine historische Stadtansicht von Cottbus zu Beginn des 18. Jahrhunderts.
- Ebenfalls von Kurt Heinz Sieger stammt die fast 13 Meter lange Bildwand an der Stadtmauer. Sie wurde 1969 auf Meißner Porzellanplatten geschaffen und trägt den Titel „Aus dem Spreewald“.

### Dresden
- Fürstenzug in der Augustusstraße: Gilt als größtes Porzellanbild der Welt und wurde dort 1907 in der heutigen Form angebracht. Es stammt vom Künstler Wilhelm Walther.
- Empfangshalle im Bahnhof Dresden-Neustadt: Die Bildwand „Sachsens schönste Schlösser, Burgen und Gärten“ ist ca. 90 Quadratmeter groß und wurde 2002 feierlich eingeweiht.
- Am ehemaligen Hauptpostamt Dresden 6 an der Königsbrücker Straße gestaltete 1964 der Künstler Eduard Gerhardt Clauß auf 37,5 Quadratmeter die Haupteingangsfassade des Gebäudes mit Porzellanplatten, welche abstrakte Formen tragen. Die Unterglasurfarben sind in Weiß, Grau, Schwarz und Blau gehalten.
- An der Stephanuskirche im Stadtteil Kleinzschachwitz befindet sich über der Tür seit 1958 ein halbrundes Porzellanbild aus Handformschnittplatten von Gerhard Schiffner. Es zeigt den „Gesteinigten Stephanus“.
- Für das Hotel Bellevue schuf der Künstler Klaus Dennhardt im Jahre 1985 eine acht Meter lange und 2,80 Meter hohe Ornamentale Wandgestaltung aus reliefartigen Meißner Porzellanplatten, welche durch ihre Schatten und plastisch wirkenden Schichtungen an eine Papierstruktur erinnert.
- Für die Nepomuk-Kapelle der Katholischen Hofkirche schuf Friedrich Press im Jahre 1973 eine Pietà aus Meißner Porzellan. Sie wurde am 13. Februar 1976 geweiht und erinnert an die Opfer der Kriege und aller ungerechten Gewalt.
- Für das Café im Rosengarten auf der Neustädter Seite schufen Rudi Stolle und Ludwig Zepner im Jahre 1976 ein Wandbild aus Porzellan mit Rosen- und Heckenrosenmotiven, das sehr effektvoll und plastisch ist.
- Säulenverkleidungen für verschiedene Gebäude am Altmarkt wurden um 1958 mit handgeformten Porzellanplatten aus Meißen von Rudolf Sitte und Eduard Gerhardt Clauß gestaltet. Einige Räume wurden nach der Wende umgebaut oder verkleinert. Es wurden dabei gesamte mit Porzellanplatten verkleidete Einrichtungsgegenstände der ehemaligen Geschäfte vernichtet und zahlreiche Porzellanplatten wurden beschädigt oder einfach abgeschlagen. Erhaltene Porzellanplatten werden von den derzeitigen Nutzern der Räume oft angebohrt um eigene Hauswerbung anzubringen. Ein denkmalschutzgerechter Umgang ist dabei nicht erkennbar.

### Eisenhüttenstadt
- Der Künstler Eduard Gerhardt Clauß schuf im Jahre 1959 in der Rosa-Luxemburg-Straße von Eisenhüttenstadt das Wandbild „Familie“ an der Fassade eines Wohnblocks. Auf der gegenüberliegenden Seite befindet sich das Wandbild „Völkerfreundschaft“. Beide Wandbilder wurden inzwischen umfangreich saniert. Im ehemaligen Kaufhausrestaurant hat Clauß vier Säulen mit Porzellanplatten aus der Porzellanmanufaktur Meißen verkleidet.

### Fellbach
- Für die Stadtsparkasse in Fellbach schuf Volkmar Bretschneider eine ca. 3 Quadratmeter große Bildwand aus Handformschnittelementen der Manufaktur Meißen. Er symbolisiert im Bild die verrinnende Zeit mit einem großen Uhrenpendel. Weiterhin werden markante Türme, Giebel  und Fassaden der Stadt dargestellt.

### Gohrisch
An der heute denkmalgeschützten Gebäudegruppe des 1956/1968 errichteten „Gästehaus des DDR-Ministerrates“ in Gohrisch gibt es mehrere künstlerische Außenfronten aus Meißner Porzellan. Es handelt sich dabei um handaufgearbeitete reliefartige Einzelbilder, die in Scharffeuertechnik nach Entwürfen von Rudolf Sitte geschaffen wurden.

### Hansestadt Rostock
- Im Stadtteil Warnemünde befindet sich im Hotel Stolteraa eine von Friedrich Press entworfene Wandgestaltung aus sechs Meerestieren auf schwarzem Schiefer, die im Jahre 1966 für das ehemalige Gästehaus geschaffen wurde.

### Hildesheim
- Der Künstler Peter Strang schuf für den Christophorusstift Hildesheim im Jahre 1978 eine sechs Meter breite Bildwand mit dem Titel „Landschaft mit Sonne“. Dabei kombinierte er 412 unregelmäßig geschnittene Porzellanplatten mit 46 handmodelierten Elementen aus Feinsteinzeug aus der Manufaktur Meißen. 1980 schuf Peter Strang noch zusätzlich die Altarverkleidung mit 16 Reliefplatten zudem noch zwei Leuchter mit Engelsfigur.

### Leipzig
- Opernhaus Leipzig: Im Foyer, der Garderobenhalle und den Treppenhäusern wurden von Eduard Gerhardt Clauß die Pfeilerverkleidungen mit reliefartigen matten weißen Porzellanplatten gestaltet.
- In der Kirche St. Bonifatius im Stadtteil Connewitz schuf der Künstler Friedrich Press im Jahre 1961/1962 die vierzehn Stationen des Kreuzweges aus Böttgersteinzeug.
- Specks Hof: Im Jahre 1983 entwarf Heinz-Jürgen Böhme ein Wandbild aus Porzellan im Auftrag des Instituts für Denkmalpflege Leipzig. Es zeigt historische Hausfassaden der Nikolai- und der Reichsstraße um 1880. Das Bild ist 7,70 Meter lang und 1,15 Meter hoch. Der Bildfries ist heute umgeben von anderen Kunstwerken.

### Meißen
- Porzellanmanufaktur Meißen: ein Probebild zum Dresdner Fürstenzug aus 50 Keramikfliesen mit Markgraf Friedrich dem Ernsthaften an der Hoffassade der Manufaktur aus dem Jahre 1903; an der Ostfassade zwei Bilder mit je 88 Porzellanfliesen, die beide die gekreuzten Kurschwerter mit dem „Pfeifferpunkt“ darüber zeigen.
  - Am Eingangsbereich für Besucher, an der Fassade der Schauhalle in der Talstraße, sind verschiedene Wandbilder aus Porzellanplatten angebracht. Ein Wandbild zeigt die unterschiedlichen Gestaltungsformen der „Blauen Schwerter“ in der Geschichte der Manufaktur und wurde vom Künstler Olaf Fieber geschaffen.
  - In der Schauhalle der Manufaktur befindet sich unterhalb der Decke ein kobaltblauer „Puttenfries“; Entwurf von Karl Ludwig August Achtenhagen aus dem Jahre 1916.
  - Ebenfalls in der Schauhalle befindet sich eine Orgel mit Prospekt aus Porzellanpfeifen vom Künstler Ludwig Zepner. Dabei wurden die Innenseiten der Türen vom Künstler Christoph Ciesielski im Jahre 2000 mit Handformschnitten aus Porzellan verziert.
  - Für das ehemalige Klubhaus-Café der Manufaktur schuf Peter Strang 1971 das vollplastische Wandbild „Sommernachtstraum“ mit Figuren aus der Elfenwelt.
  - Im Foyer der Erlebniswelt „Haus Meissen“ befindet sich seit 2019 ein Wandbild bestehend aus 72 Porzellanplatten. In einer Art Himmelsausschnitt werden 72 bunte Vögel aus der gesamten Welt im Fluge dargestellt. Das Wandbild ist 2,40 Meter mal 5,40 Meter groß und kann für 490.000 Euro erworben werden. Es können aber auch Einzelteile aus dem Bild gekauft werden. Am großen Wandbild waren teilweise bis zu fünfzehn Maler beschäftigt. Sie arbeiteten von der Idee bis zum fertigen Porzellanwandbild über neun Monate daran.[6]
- Ausstattung der Kriegergedächtnisstätte in der Nikolaikirche Meißen mit Epitaphien und Triumphbogen von Emil Paul Börner aus dem Jahre 1929.
- An der Turnhalle des Franziskaneums in der Kändlerstraße gibt es seit 1907 drei voneinander getrennte Wandbilder aus quadratischen Porzellanfliesen. Dargestellt sind Knabengruppen beim sportlichen Wettkampf. Angebracht wurden die Wandbilder in ca. sieben Metern Höhe. Auffällig ist dabei eine optisch starke Verbundenheit mit dem Fürstenzug in Dresden. Entwerfender Künstler war Martin Wiegand, der von 1907 bis 1909 für die Porzellanmanufaktur Meißen tätig war.[7]
- Am Stadttheater wurden von H. Aschmann und G. Schiffner im Jahre 1958 fünf Wandmotive an der Außenfassade angebracht.
- Für die katholische Kirche Sankt Benno im Stadtteil Triebischtal schuf Friedrich Press im Jahre 1960 die Großplastik „Auferstehender Christus“ aus unglasierten weißen Porzellan.
- Für die Sparkasse Meißen schuf der Künstler Olaf Fieber im Jahre 1994 ein Wandbild aus Handformschnittelementen, welches den Fluss Elbe sowie Dom, Albrechtsburg und Frauenkirche der Stadt Meißen symbolisieren soll. Beim Hochwasser im Jahre 2002 wurde das Bild beschädigt und später restauriert. Das Wandbild ist 2 Meter hoch und 6 Meter breit.
- In der Kapelle St. Agnes im Altersheim St. Benno in Meißen befindet sich ein zwei Mal zwei Meter großes Altarbild aus Meißner Porzellan, welches Ludwig Zepner mit dem Titel „Licht des Lebens“ im Jahre 1991 schuf.
  - Ebenfalls in der Kapelle St. Agnes befinden sich die vierzehn Kreuzwegstationen vom Künstler Olaf Fieber.

Wandbild an der ehemaligen Zentralschule in Miltitz bei Meißen

### Miltitz (Klipphausen)
- An der ehemaligen Zentralschule von Miltitz bei Meißen sind zwei Supraporte von Eduard Gerhardt Clauß aus dem Jahre 1956 angebracht. Ausführung in farbigen Porzellanschnittstücken und Scharffeuertechnik. Inzwischen sind nicht mehr alle Schnittstücke im Original erhalten geblieben und wurden teilweise mit anderer Keramik ergänzt. So auch die gekreuzten Kurschwerter als Markenzeichen der Porzellanmanufaktur Meißen.[8]

### Weimar
- Für die damalige Hochschule für Bauwesen der DDR, der heutigen Bauhaus-Universität Weimar, wurde im Jahre 1970 eine Bilderwand mit dem Titel „Freizeitgestaltung“ von den Künstlern Ludwig Zepner, Heinz Werner und Peter Strang geschaffen. Sie besteht aus 960 Einzelplatten und ist fünf Meter breit sowie zwei Meter hoch. Dargestellt ist eine herbstliche Parklandschaft mit zwei spazierenden und kommunizierenden Gruppen von Studenten. Die Porzellanplatten blieben unglasiert. Das Wandbild, eine Leihgabe der Manufaktur Meißen, ist zu den Hausöffnungszeiten im Universitätsgebäude frei zugänglich.

### Würzburg
- Im Julius-Spital von Würzburg steht seit dem Jahre 2000 eine Doppelwandplastik aus Meißner Porzellan von Olaf Fieber. Die insgesamt 16 Porzellanelemente sind auf zwei Betonplatten, welche eine ständig geöffnete Tür symbolisieren soll, angebracht.

## Nicht frei zugängliche Wandbilder

### Berlin

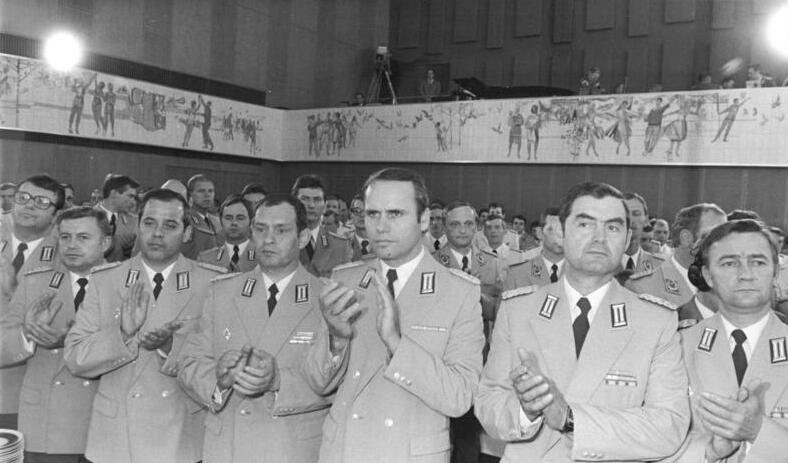
Bildfries „Aus dem Leben der DDR“ im Bankettsaal des ehemaligen Staatsratsgebäude

- Im Roten Rathaus wurde im Jahre 1960 durch Eduard Gerhardt Clauß im Bärensaal ein 52 Quadratmeter messendes Porzellanbild mit stilisiertem Ährenmotiv auf Platten der Manufaktur Meißen angebracht.
- Im ehemaligen Haus des Kindes am Strausberger Platz gibt es mehrere Säulenverkleidungen und 20 stilisierte Landschaftsbilder aus Meißner Porzellanplatten und Fliesen. Dazu kommt die Fahrstuhlumrahmung des ehemaligen Kinderkaufhauses. Dargestellt wurden Spielzeugmotive wie Baukästen, Spielzeugeisenbahn und Puppen oder Landschaften der Welt wie Alpengipfel, antike Ruinen und Mittelmeerszenen. Die Entwürfe aus dem Jahre 1954 stammen von Eduard Gerhardt Clauß.
- In einem ehemaligen Einrichtungshaus am Frankfurter Tor gestaltete Eduard Gerhardt Clauß 1957 die Wandverkleidung in dem dazugehörigen Restaurant aus 456 einzelnen Porzellan-Platten.
- In einem ehemaligen Restaurant, ebenfalls am Frankfurter Tor, gab es von Eduard Gerhardt Clauß im Jahre 1955 elf Wandbilder mit Ansichten deutscher Städte, unter anderem Hamburg, Stralsund, Dresden, Tangermünde, Frankfurt am Main, Ulm und München. Die Arbeiten waren in unterglasurblauer Malerei ausgeführt und hatten eine Breite zwischen einem und 2,5 Metern. Ob diese Wandbilder erhalten geblieben sind, konnte noch nicht abschließend geklärt werden.
- Im ehemaligen Staatsratsgebäude schuf Eduard Gerhardt Clauß in den Jahren 1962 bis 1964 verschiedene Fahrstuhlumrahmungen und Wandverkleidungen aus Platten mit Linienornamenten und Golddekoration. Das sind insgesamt zweihundertvierzig Quadratmeter Fläche auf ca. 17.000 einzelnen Porzellanplatten mit Goldlinien. Für den Bankettsaal schuf der Künstler Günther Brendel das Bildfries „Aus dem Leben der DDR“, welches auf 2100 Porzellanplatten übertragen und angebracht wurde.
- In der ehemaligen Kommunalen Berufsschule für Fernmeldetechnik und Postwesen in der Gudvanger Straße gestaltete 1958 der Künstler Eduard Gerhardt Clauß in den Treppenhäusern und Korridoren des Gebäudes acht Verkleidungen für die dort installierten Wandzierbrunnen mit unterschiedlichen antiken und modernen Motiven. Folgende Motive wurden erschaffen. Vogelberg, Antike Welt, Der Garten, Die Quelle, Südliche Stadt, Komposition, Goldfische und Die Insel.[9] Die Ausführung dieser Wandbrunnen sind in Scharffeuer- und Schmelztechnik, mattglänzend. Der Künstler K. Schwarz aus Berlin gestaltete zudem das Erdgeschoss mit 16 abstrakten Elementen.

### Dresden
- Im ehemaligen Institut für Arbeitsökonomie wurden fünf Säulen- und Pfeilerverkleidungen mit reliefartigen Porzellanplatten nach einem Entwurf von Eduard Gerhardt Clauß im Jahre 1961 installiert. Eine blieb nach der Sanierung 2013 erhalten. Sie sind in gelb, rot, weiß sowie blau gestaltet und zeigen Zahnrad- und Wellenornamente. Die sich einst an der Fassade befindlichen blauen Platten waren dagegen nicht aus der Porzellanmanufaktur Meißen.
- In den Geschäften am Altmarkt in der Seestraße 12 und 14 sowie am Dr.-Külz-Ring 13 sind noch vier Säulenverkleidungen aus Meißner Porzellan erhalten geblieben. Es handelt sich um Arbeiten von Eduard Gerhardt Clauß und Rudolf Sitte aus dem Jahre 1958.
- In der ehemaligen Ingenieurschule für Verkehrstechnik gibt es eine Wandgestaltung vom Künstler Herbert Aschmann aus dem Jahre 1958. Zu sehen ist im Treppenhaus ein „Geflügeltes Rad“, das Symbol der Deutschen Reichsbahn. Das Bild hat eine Größe von 26,2 Quadratmeter.
- Für das Kombinat Robotron wurden in den 1970er Jahren mehrere Wandbilder aus Meißner Porzellan meist nach den Entwürfen von Heinz Werner, Ludwig Zepner und Peter Strang geschaffen. Dazu zwei Beispiele. Für den Clubraum ein Wandbild mit Darstellungen historischer Bauten von Dresden. Für den Speisesaal ein Wandbild mit plastischen Blüten auf einer Gesamtfläche von 21,85 Quadratmeter.
- Im Regierungsviertel, im Staatsministerium für Umwelt und Landwirtschaft, befindet sich im Speisesaal des Gebäudes eine zweiteilige Bildwand von Michael Freudenberg aus dem Jahre 1999. Sie trägt den Titel „Sächsische Landschaften“.

### Halle (Saale)
- Im ehemaligen Interhotel Stadt Halle (Saale) wurden im Jahre 1966 durch Eduard Gerhardt Clauß sieben dekorative Pfeilerverkleidungen mit strukturierter weißer Oberfläche aus Meißner Porzellan geschaffen. Der Hallenser Künstler Gerhard Geyer und der Maler Hans Roth schufen ebenfalls im Jahre 1966 eine dreizehn Meter breite Bildwand aus halbplastischen Porzellanelementen. Im Halbrelief werden Szenen aus Arbeit, Kultur, Bildung und Freizeit dargestellt.

### Karlsruhe
Für das Gebäude der Energie Baden-Württemberg AG in Karlsruhe schuf im Jahre 2000 der Künstler Clapeko van der Heide eine Bildwand mit dem Titel „Geordnete Kraft“ aus Meißner Porzellan. Das Bild ist ca. 12 Meter breit und besteht aus 24 Einzelplatten.

### Leipzig
- Für die Ausstellung zu Ehren des 125. Geburtstages von Max Adolf Pfeiffer, dem ehemaligen Direktor der Manufaktur in Meißen, schuf im Jahre 2000 Michael Freudenberg für das Grassimuseum eine zweiteilige Wandgestaltung aus Handformschnittelementen mit dem Titel „Formschnitt 1“ und „Formschnitt 2“.

### Lübben
- Im Jahre 1969 schuf der Künstler Dieter Dressler zwei Wandgestaltungen aus geschnittenen Porzellanelementen für die Schule der Stadt Lübben. Zu sehen ist eine männliche und weibliche Figur in einer schönen Landschaft.

### Meißen
- Auf dem Gelände der Porzellanmanufaktur Meißen gibt es ein Wandbild aus 70 Porzellanfliesen, das zwei weibliche Figuren und das sächsische Wappen zeigt, dazu die gekreuzten Kurschwerter. Das Bild entstand vermutlich vor dem Ersten Weltkrieg. Ein weiteres Wandbild mit dem Namen „Ernte“ besteht aus Halbschnittformen und ist eine Arbeit von G. Schiffner aus dem Jahre 1958. Es befindet sich in einem Produktionsgebäude der Manufaktur und stellt drei weibliche Figuren dar.
- Im Betriebscasino der Porzellanmanufaktur Meißen befinden sich mehrere Bildwände aus Handformschnitten der Künstler Rudi Stolle, Peter Strang, Volkmar Bretschneider und Heinz Werner.

### Lutherstadt Wittenberg
- Im Ortsteil Piesteritz wurde 1967 für das damalige Gummiwerk eine 24 Quadratmeter große Schmuckwand aus farbigen Porzellanplatten angebracht. Der Entwurf stammte von Eduard Gerhardt Clauß.

### Riesa
- Ein Wandbild aus Meißner Porzellan schuf Gerhard Schiffner 1961 für die Fassade des Kulturhauses vom Stahl- und Walzwerk Riesa. Darauf sind zwei Mädchen am Strand mit einem Segelboot dargestellt.

### Schwedt/Oder
- Für den Speisesaal des damaligen Kreiskrankenhauses, des heutigen Asklepios Klinikums Uckermark, schuf Gerhard Schiffner 1970 ein großformatiges Wandbild. Es zeigt Vögel, Fische und verschiedene Pflanzen unter einer leuchtenden Sonne. Heute gehören die Räumlichkeiten zur Klinikapotheke.

## Nicht mehr erhaltene Wandbilder

### Berlin
- Im Palast der Republik wurden besonders die gastronomischen Einrichtungen mit dekorativen Wandgestaltungen von der Künstlergruppe der Manufaktur Meißen ausgestattet. Eine sechzehn Meter lange Mosaikplattenwand aus Meißner Porzellan mit einer sepiafarbenen Unterglasurmalerei von Heinz Werner schmückte die Mokkabar des Hauses. Die Milchbar wurde von Rudi Stolle gestaltet. Tresen und Wände waren mit kleinen Porzellanplatten verziert. Es kamen dabei verschiedenen Blautöne in Unterglasurmalerei zum Einsatz. Im Restaurant gab es Wandgestaltungen aus Meißner Porzellan, die von Peter Strang und Ludwig Zepner gemeinsam entworfen wurden. Dabei gab es auch Arbeiten in Feinsteinzeug, die mit weißen glasierten Formschnitten kombiniert wurden. Teile davon kamen in einer leicht verkleinerten Form in das Bundesfinanzministerium.

### Dresden
- 21 Fliesenbilder im Wartesaal der I. und II. Klasse im Dresdner Hauptbahnhof. Im Speisesaal Weesenstein gab es eine weitere Bildwand aus Meißner Porzellan mit Motiven aus Sachsen. Die Bilder wurden im Zweiten Weltkrieg zerstört.
- Die auf der Ost- und Westseite vom Altmarkt in den 1950er Jahren gebauten Häuser mit ihren vorgelagerten Kolonnaden, hatten in den dort eingerichteten Geschäften einige Säulen- und Fassadenverkleidungen aus Meißner Porzellan. Im Fleischereigeschäft „Delikata“ gab es verschiedene Wandverkleidungen und eine Säulenumhüllung, welche Eduard Gerhardt Clauß im Jahre 1957 schuf. Ebenfalls von Clauß stammte im ehemaligen Blumengeschäft die mit Porzellanplatten geflieste Ladentischgestaltung und sämtliche keramische Verkleidung an den Wänden und fünf Säulen. Insgesamt bestimmten dort dreißig Quadratmeter Innenraumgestaltung aus Meißner Porzellan in differenzierten Blau- und Grüntönen das Bild. Für das ehemalige Strumpfwarengeschäft entwarf 1958 der Künstler Rudolf Sitte eine matt glasierte Säulenverkleidung aus Meißner Porzellanplatten. Nach der Deutschen Wiedervereinigung kam es in den Geschäften zu intensiven Umbaumaßnahmen. Von den keramischen Verkleidungen blieben nur vier Säulengestaltungen erhalten.
- Im Hotel Pullman Dresden Newa, dem damaligen Interhotel Newa, wurde 1970 eine aus einundzwanzig aufeinander abgestimmte Wandgestaltung mit der Darstellung von Gebäuden aus St. Petersburg von Helmut Symmangk, Ludwig Zepner, Heinz Werner, und Rudi Stolle installiert. Sie zeigten Baudenkmale des „Venedigs des Nordens“ wie Sommer- und Winterpalais, Eremitage, Peter-und-Paul-Festung, die Auferstehungskirche mit ihren Zwiebeltürmen und die Isaakskathedrale. Die Wandgestaltung ging durch mehrere Innenraumveränderungen nach 1990 verloren.
- Im ehemaligen Kaffeehaus im Haus Altmarkt gab es zwei vollplastische Wandgestaltungen die in vier Motivgruppen aufgeteilt war. Der Künstlergruppe Peter Strang, Heinz Werner und Rudi Stolle schuf diese Porzellanbilder im Jahre 1976. Im Zuge von Besitzerwechsel und Umbau gingen diese Arbeiten verloren.
- Im Hotel Bellevue befand sich noch ein zweites Porzellanwandbild im Foyer. Auf 55 Porzellanplatten mit einer Stabreliefoberfläche versehen befanden sich eingravierte Wellen die eine Wasserfläche symbolisieren sollten. Geschaffen wurde das Wandbild von Ludwig Zepner im Jahre 1985. Durch Umbaumaßnahmen nach 1990 ging dieses Wandbild verloren.

### Leipzig
- Für das ehemalige Hotel Stadt Leipzig schuf der Künstler Eduard Gerhardt Clauß im Jahre 1964 ein 6,80 Meter langes Porzellanbild. Es zeigte historische und damals neu errichtete Gebäude und Wahrzeichen der Stadt Leipzig. In den 1990er Jahren wurde das Gebäude abgerissen. Das Wandbild blieb nicht erhalten.
- Für ein Casino im VVB Chemieanlagenbau Leipzig, in der Goethestraße, schuf 1966 Eduard Gerhardt Clauß eine Wandverkleidung aus Porzellanplatten mit Linienrelief. Das Gebäude wurde 2008 abgerissen und das Porzellanbild blieb nicht erhalten.

### Meißen
- Eine von Emil Paul Börner um 1930 geschaffene Porzellangruppe, welche sich an einer Wand im Hinterbliebenenraum vom Krematorium Meißen befand, gilt heute als verloren. Die Figurengruppe stellte die Trennung der unsterblichen Seele von der sterblichen Körperhülle dar und war ursprünglich auf einem einfachen Holzrahmen mit einer Bespannung aus Stoff angebracht. Es war eine kleinere Kopie der Plastik, die noch heute über dem Eingang der Parentationshalle angebracht ist und ebenfalls von Börner geschaffen wurde. Die Porzellangruppe war ca. 100 cm groß, ca. 50 cm breit und bestand aus glasiertem weißen Biskuitporzellan der Porzellanmanufaktur Meißen.

## Wandbilder an derzeit unbekannten Orten
- Elbsandsteingebirge: In einem bisher nicht bekannten ehemaligen FDGB-Ferienheim im Elbsandsteingebirge gab es eine Bildwand aus Meißner Porzellan von Rudolf Sitte.

- Frankfurt am Main: Im Jahre 1988 wurden zwölf über einen Meter große Porzellanwandbilder für ein Geschäft für Meißner Porzellan in der Stadt Frankfurt am Main geschaffen. Die Entwürfe dazu wurden von den Künstlern Heinz Werner und Ludwig Zepner geliefert. Der Standort der Wandbilder ist heute unbekannt.

- Hannover: Für die Messe „Bau 90“ in Hannover schuf die Künstlerin Sabine Wachs eine große Wandgestaltung aus Meißner Porzellan mit dem Titel „Arktische Reflexion“.
  - Ein weiteres Werk zur Messe wurde vom Künstler Andreas Kutsche geschaffen. Der Standort beider Bildwände ist heute bisher unbekannt geblieben.

- Hamburg: Für eine Ausstellung in Hamburg schuf im Jahre 1978 der Künstler Peter Strang eine plastische Bildwand mit dem Titel „Jagd“, mit drei Horn blasenden Jägern, einem Hirsch, Jagdhunden und Wildschwein. Wo das Bild nach der Ausstellung abgeblieben ist blieb unbekannt.
  - Für ein Geschäftshaus der Stadt Hamburg schuf die Künstlerin Silvia Klöde im Jahre 1989 eine Porzellanbildwand mit einem drehbaren Würfel. Dargestellt sind markante Gebäude der Hansestadt in vielen Blautönen, welche auch an die Wasserflächen der Elbe erinnern soll. Der heutige Standort ist unbekannt.

- Ilmenau: Für die Betriebsgaststätte vom VEB Werk für Technisches Glas Ilmenau schuf im Jahre 1988 die Künstlerin Silvia Klöde eine zehn Meter lange und drei Meter hohe Bildwand mit dem Titel „Glasfluss“ aus Meißner Porzellan. Ob diese Bildwand noch vorhanden ist blieb bisher unbekannt.

- Karlsruhe: Für ein Kaufhaus in Karlsruhe schuf Jörg Danielczyk im Jahre 1989 eine Bildwand aus Meißner Porzellan, welche den Erfinder Karl von Drais auf seiner erfundenen Laufmaschine zeigt. Der genaue Standort der Bildwand ist bisher unbekannt.

- Köln: Für ein Kaufhaus in Köln schuf Heinz Werner im Jahre 1989 vier Wandbilder in farbiger Unterglasurmalerei. Gezeigt werden Persönlichkeiten der Stadt Köln wie Albertus Magnus, Ernst Friedrich Zwirner, Adolph Kolping und Konrad Adenauer. Der genaue Standort ist bisher unbekannt.

- Konstanz: Für ein Geschäftsgebäude in Konstanz wurde durch den Künstler Heinz Werner um 1984 ein aus über vierhundertachtzig Porzellanplatten bestehendes Wandbild mit Motiven aus Meißen, Leipzig sowie anderen Motiven geschaffen. Es soll in einem Geschäftshaus der Stadt im Treppenhaus angebracht worden sein. Der Ort ist bisher unbekannt.

- München: Für ein Kaufhaus der Stadt schuf der Künstler Heinz Werner im Jahre 1987 szenische Darstellungen von Karl Valentin und Liesl Karlstadt, die für Pfeilerverkleidungen vorgesehen waren. der genaue Standort ist unbekannt.

- Riesa: In einer ehemaligen Oberschule von Riesa gibt es seit 1963 zwei Porzellanwandbilder von Gerhard Schiffner die Kinder beim Sport und Spiel darstellen. Mehr ist bisher nicht bekannt.

- Warnemünde: Für Schiffe, welche in der Warnowwerft Warnemünde gebaut wurden, zum Beispiel das Motorfrachtschiff Leipzig, gab es mehrere Aufträge für Bildwände aus Meißner Porzellan mit den unterschiedlichsten Motiven. Diese Bilder wurden zum Bestandteil von Schiffsrestaurants, Swimmingpools und anderen Bordeinrichtungen. Die Motive waren oft Badeszenen, Tierdarstellungen, Landschaften, Städte und Segelschiffe. Die Künstler waren unter anderem Eduard Gerhardt Clauß sowie Fritz Quiel. Ob diese Bildwände erhalten sind, ist unbekannt.

- Vermutlich für eine Messe bzw. Ausstellung wurde im Jahre 1986 von den Künstlern Jörg Danielczyk und Horst Bretschneider eine Bildwand mit naturalistischen Effekten geschaffen. Es richtete sich der Blick des Betrachters durch ein imaginäres gotisches Fenster auf Elbtal sowie Albrechtsburg und Dom. Wo sich das Wandbild heute befindet, ist unbekannt.

## Entwerfende Künstler
- Karl Ludwig August Achtenhagen
- Herbert Aschmann
- Ludwig Bartning
- Bruno Bernitz
- Uwe Beyer
- Heinz-Jürgen Böhme
- Emil Paul Börner
- Johannes Boehland
- Günther Brendel
- Horst Bretschneider
- Volkmar Bretschneider
- Christoph Ciesielski
- Eduard Gerhardt Clauß
- Jörg Danielczyk
- Klaus Dennhardt
- Dieter Dressler
- Olaf Fieber
- Michael Freudenberg
- Clapeko van der Heide
- Silvia Klöde
- Wolfgang Krause
- Andreas Kutsche
- Max Lingner
- Franz Nolde
- Friedrich Press
- Fritz Quiel
- Hans Roth
- Gerhard Schanze
- Gerhard Schiffner
- Kurt Heinz Sieger
- Rudolf Sitte
- Rudi Stolle
- Peter Strang
- Georg Philipp Sturm
- Helmut Symmangk
- Gerhard Ulrich
- Sabine Wachs
- Wilhelm Walther
- Heinz Werner
- Ludwig Zepner